# ТИГР
ТИГР је скраћеница за Трст-Истра-Горица-Ријека. Била је међу првим антифашистичких организација у Европи. Много чланова те организације било је повезано са југословенском и енглеском обавештајном службом. Такође су били војнички извежбани. ТИГР у својој борби није бирао средстава, па су насилне акције и саботаже биле уобичајене. Подршку је добивао из Југославије.
Темељ организације поставили су септембра 1927. године Јоже Деклева, Андреј Шавли и Јоже Вадњал у Наносу. Име организације преузели су по часопису истарских ђака у Карловцу, ТИМОР (Тужну Истру морају ослободити рођаци).

## Откривање и Тршћански процес
Организацију ТИГР Италијани су открили након атентата на уредништво тршћанског часописа Ил Пополо ди Триесте. Оптуженима су судили на посебном суду за сигурност државе у Трсту. На процесу, који је трајао од 1. до 5. септембра 1930. године, осуђени су на смрт и стрељани Фердо Бидовец, Фран Марушич, Звонимир Милош и Алојзиј Валенчич. Осталих 12 осуђеника било је притворено.
ТИГР је 1938. године планирао атентат на Бенита Мусолинија, приликом његове посете у Кобариду. План није спроведен због страха за могуће одмазде над тамошњим Словенцима. Године 1941, након хапшења и стрељања петоро чланова ТИГР-а, рад организације је угашен.

## Кучаново признање
Године 1997, словеначки председник Милан Кучан је, приликом 50. годишњице прикључења Приморја Словенији, организацији ТИГР доделио „Златни часни знак свободе Републике Словеније“.